# Romulea citrina
Romulea citrina är en irisväxtart som beskrevs av John Gilbert Baker. Romulea citrina ingår i släktet Romulea och familjen irisväxter. Inga underarter finns listade i Catalogue of Life.